# Döme Sztójay
Retrato formal, 1944
Döme Sztójay (em sérvio:  Димитрије Стојаковић, 5 de janeiro de 1883 – 22 de agosto de 1946) foi um soldado e diplomata húngaro de origem sérvia, que serviu como Primeiro-ministro da Hungria em 1944, durante a Segunda Guerra Mundial.

## Biografia
Nascido em Versec (atual Vršac) em uma família sérvia como Dimitrije Stojaković (em sérvio:  Димитрије Стојаковић), Sztójay ingressou no Exército Austro-Húngaro ainda jovem e serviu como coronel durante a Primeira Guerra Mundial. Após a guerra, Sztójay serviu no almirante Miklós Horthy e seu contra-revolucionário Exército Real Húngaro, especializando-se em contra-espionagem. Depois que Horthy se tornou Regente da Hungria, Sztójay foi promovido a general e atuou como adido militar em Berlim de 1927 a 1933. Ele magiarizou seu nome para Sztójay em 1927. De 1933 a 1935, Sztójay serviu no Ministério da Defesa. Em 1935, o primeiro-ministro Gyula Gömbös nomeou Sztójay como embaixador da Hungria na Alemanha, cargo que ocuparia até 1944. Como embaixador, Sztójay formou fortes laços com o Terceiro Reich e frequentemente manifestava apoio às políticas alemãs a seus superiores na Hungria.
Na Operação Margarethe, em março de 1944, o Exército Alemão ocupou a Hungria e forçou Horthy a remover o primeiro-ministro Miklós Kállay do cargo. Kállay, assim como Horthy, sabia que a Alemanha estava perdendo a guerra e havia enviado diversos sinais ao Ocidente. Em 9 de setembro de 1943, László Veress, funcionário do Ministério das Relações Exteriores, assinou um acordo secreto para se render incondicionalmente aos Aliados Ocidentais. Embora Kállay e seu governo tivessem prometido em várias ocasiões render-se aos Aliados assim que estes chegassem à Hungria, o acordo de Veress não foi autorizado, pois, na visão de Kállay, isso significava efetivamente abrir mão da soberania da Hungria.

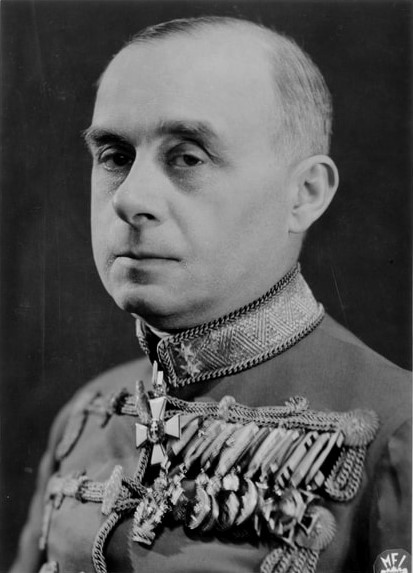
Como tenente-general em 1944

Ainda assim, o acordo desagradou a Berlim. Quando os alemães assumiram o controle do país, deram a Horthy a escolha entre nomear um novo primeiro-ministro que cooperasse com eles ou sofrer uma ocupação explícita. Sabendo que a segunda opção provavelmente significaria a nomeação de um Gauleiter que trataria a Hungria como os demais países ocupados pelos nazistas, Horthy optou pela primeira. O plenipotenciário alemão para a Hungria, Edmund Veesenmayer, sugeriu que Horthy reindicasse Béla Imrédy, que havia sido primeiro-ministro no início da guerra (e que, ironicamente, tinha um bisavô judeu). No entanto, Horthy recusou a nomeação do fortemente pró-alemão Imrédy e sugeriu Sztójay. Embora Sztójay tivesse sido embaixador em Berlim por uma década e fosse conhecido por ser pró-alemão, Horthy acreditava que, no fundo, ele era antes de tudo um soldado e não cederia completamente às exigências alemãs. Os alemães aprovaram prontamente a escolha de Horthy e, em 23 de março de 1944, Sztójay foi nomeado primeiro-ministro e Ministro das Relações Exteriores.
Como primeiro-ministro, Sztójay legalizou o Partido da Cruz Flechada de Ferenc Szálasi, aumentou o efetivo húngaro na Frente Oriental, dissolveu os sindicatos nacionais, prendeu opositores políticos e reprimiu políticos e ativistas de esquerda. Ele também acelerou significativamente o ritmo das deportações forçadas de judeus húngaros, mas ao mesmo tempo tentou minimizar as consequências. Horthy rapidamente ficou horrorizado com as ações de Sztójay e exigiu sua remoção do cargo de primeiro-ministro, mas Veesenmayer, apoiado por Adolf Hitler, recusou-se terminantemente. Horthy, no entanto, não cedeu completamente e usou sua influência para interromper as deportações dos judeus húngaros e para forçar a saída de Imrédy do gabinete de Sztójay. Os alemães finalmente cederam à pressão de Horthy em agosto de 1944 e Sztójay renunciou ao cargo em favor de Géza Lakatos.

Quando Horthy foi deposto pelos alemães em outubro de 1944, Sztójay não foi reconduzido ao cargo devido à sua saúde debilitada. Posteriormente, fugiu da Hungria quando os alemães foram expulsos do país pelo Exército Vermelho em abril de 1945. Sztójay foi capturado pelas tropas americanas e extraditado para a Hungria em outubro de 1945, sendo julgado por um Tribunal Popular em Budapeste. Foi considerado culpado de crimes de guerra e crimes contra o povo húngaro, condenado à morte e executado por fuzilamento em Budapeste em 1946.